# Advanced Audio Coding
Advanced Audio Coding (AAC) je standard ztrátové komprese zvuku. Byl vyvinut skupinou Moving Picture Experts Group (MPEG) jako logický následovník formátu MP3 na středních až vyšších bitratech v rámci MPEG-2 a rozšířen v MPEG-4 a MPEG-D.
AAC je jeden z nejpokročilejších formátů komprese zvuku a jeho různé modifikace jako HE-AAC apod. obsahují velmi pokročilé technologie jako LTP (Long Term Prediction) nebo Postprocessing, které z nich na nízkých bitrate dělají nejlepší audio formáty.
Taktéž existuje mnoho kodérů (většinou proprietárních), které se razantně liší kvalitou, např. FAAC, Nero Digital nebo kodér od firmy Apple.
Formát AAC je používán a podporován na platformách, jako je YouTube a zařízeních, jako jsou např. iPod, iPhone a iPad.

## Popis formátu AAC
Metoda AAC používá dvě hlavní techniky kódování, které snižují množství dat potřebných k přenosu vysoce kvalitního digitálního zvuku. Odstraňuje nepotřebné složky signálu a odstraňuje duplicitní informace v kódovaném zvukovém signálu.  
Toto digitální kódování dat zahrnuje následující kroky:  
1. Použití modifikované diskrétní kosinové transformace (MDCT) k převodu signálu z časového do frekvenčního prostředí. Mezitím se používají banky filtrů, které převádějí určitý počet časových vzorků na frekvenční vzorky.
2. Po převodu do frekvenční oblasti je zvuk před zakódováním kvantizován pomocí psychoakustického modelu.
3. K opravě chyb se pak použijí určité interní kódy.
4. Signál je buď stahován, nebo přenášen.
5. Pro každý snímek se použije Luhnův algoritmus mod N, aby se zabránilo poškození vzorku.

AAC umí vzorkovat frekvence od 8 Hz do 96 kHz a až 48 kanálů. Tento typ kódování dokáže komprimovat zvuk obsahující složité proudy pulzních a čtvercových vln a je mnohem lepší než MP3.

## Profily
Standard obsahuje několik profilů, které se liší v použitých technologiích - tzv. Audio objektech.
| Profil    | Typy audio objektů       |
| --------- | ------------------------ |
| AAC       | AAC LC                   |
| HE-AAC v1 | AAC LC + SBR             |
| HE-AAC v2 | AAC LC + SBR + PS        |
| xHE-AAC   | AAC LC + SBR + PS + USAC |

Použité technologie:
- AAC LC = AAC Low Complexity
- SBR = Spectral Band Replication
- PS = Parametric Stereo
- USAC = Unified Speech and Audio Coding

HE-AAC (High Efficiency AAC) a xHE-AAC (eXtended High Efficiency AAC) vylepšují kvalitu hlavně při nízkých bitratech.

## Popis profilu
Existují tři nejčastěji používané profily této technologie: AAC-LC (Low Complexity), AAC-HE (High Efficiency) a AAC-HE v2.
AAC-LC se používá při obousměrné komunikaci díky své schopnosti poskytovat vysokou kvalitu zvuku a nízkou latenci. Tato kombinace je pro efektivní komunikaci klíčová.  
Vývojáři vytvářející mobilní aplikace často dávají přednost použití AAC-LC. Důvodem je to, že jej lze přehrávat v aplikacích pro iOS bez nutnosti licencí patentového fondu, které zahrnují dekódovací funkce HEVC nebo HEIF. Odstraněním tohoto licenčního omezení mohou všechny platformy Apple, včetně macOS a tvOS, snadno přehrávat obsah AAC-LC.  
Jednou z významných výhod formátu AAC-LC je, že jej lze kódovat s libovolnou vzorkovací frekvencí až do 96 kHz. Pokud je tedy zvukový soubor vložen do kodéru se vzorkovací frekvencí 48 kHz, nemusí omezovat výstup pouze na první polovinu obsahu. 
AAC-HE (High-Efficiency Advanced Audio Coding) je standard kódování zvuku vyvinutý společností MPEG, který poskytuje vynikající kvalitu zvuku při nižších datových tocích. Ve verzi 6 specifikací 3GPP byl HE-AAC zvolen jako povinný zvukový kodek.
Tato technologie se používá převážně pro streamování zvuku, obvykle pro digitální rádio.
AAC-HE v2 je vylepšená verze HE-AAC v1, která mimo jiné obsahuje účinnější kódování a podporu stereofonního zvuku. 
Název "v2" byl přidělen v souladu s dřívějšími zvyklostmi pojmenovávání profilů kodeků MPEG. Podle této dohody se s každým novým přidaným profilem přidává na konec čísla původní verze písmeno.

## Vlastnosti a výhody různých profilů
AAC-LC používají zařízení Apple pro přehrávání souborů AAC. Jeho nástupce AAC-HE nabízí díky vylepšenému psychoakustickému modelu lepší kvalitu zvuku s menším množstvím artefaktů při kompresi dat. Tento format vyžaduje menší výpočetní výkon pro kódování, než AAC-HE. 
AAC-HE se hodně používá ve streamování zvuku, pevných a mobilních aplikacích díky své schopnosti poskytovat vysoce kvalitní zvuk při nízkých datových tocích, snadné integraci a bezplatnému licencování.  
Zatímco AAC-HE lze použít ve standardních stereofonních aplikacích, jeho použití ve vícekanálovém zvuku 5.1 nabízí provozovatelům vysílání moderní technologii, která kombinuje rozšířenou funkčnost s vynikajícím percepčním výkonem. Tento přechod od stávajících standardů, jako je AC3, je umožněn díky přijetí AAC-HE.

## Standardy pro formát souboru AAC
Specifikace formátu souborů AAC poskytují ve srovnání s formátem MP3 větší flexibilitu při navrhování kodeků, což vede k většímu počtu souběžných strategií kódování a účinnější kompresi. Mnoho hardwarových platforem si tento formát vybralo pro jeho vylepšení oproti formátu MP3, jako je například možnost poskytovat podporu více možností i při nižších datových tocích. Specifikace formátu souborů AAC jsou dostupné jako MPEG-2 část 7 a MPEG-4 část 3. 

## Srovnání formátů AAC a MP3
Jak již bylo zmíněno, tento standard kódování je nástupcem formátu MP3. Definujme, čím se nástupce liší od svého předchůdce: 
- AAC pořizuje více vzorků než MP3, což vede k vyšší kvalitě.
- Vzorky zabírají méně místa, což zvyšuje efektivitu tohoto kodeku.[4]
- Hybridní banka filtrů v MP3 byla nahrazena standardní MDCT (Modifikovaná diskrétní kosinová transformace) v AAC, čímž vznikla účinnější a jednodušší banka filtrů.
- AAC kodek podporuje vylepšení komprese pomocí funkcí, jako jsou Temporal Noise Shaping (TNS), MDCT-time prediction coefficients (umožňující dlouhodobou predikci), parametrické stereo, percepční náhrada šumu a replikace spektrálního pásma (SBR).

- K dispozici je flexibilnější joint-stereo, který umožňuje použití různých metod v různých frekvenčních pásmech.
- AAC má širší meze variability časově-frekvenčního rozlišení banky filtrů, což vedlo k lepšímu kódování přechodových a stacionárních částí zvukového signálu.[2]